# پایونیر (زیردریایی)
پایونیر (زیردریایی) (به انگلیسی: Pioneer (submarine)) یک زیردریایی بود.